# Louise Friberg
Louise Friberg, född 24 juni 1980 i Helsingborg, är en professionell svensk golfspelare, som spelar för Rya golfklubb. Hon spelar för närvarande på LPGA-touren.
2008 kvalade hon in på LPGA-touren. Samma år tog hon sin första seger på touren, i tävlingen MasterCard Classic i Mexico City.